# Saint-Germain-Lembron
Saint-Germain-Lembron is een gemeente in het Franse departement Puy-de-Dôme (regio Auvergne-Rhône-Alpes). De plaats maakt deel uit van het arrondissement Issoire. Saint-Germain-Lembron telde op 1 januari 2022 2.020 inwoners.

## Geografie
De oppervlakte van Saint-Germain-Lembron bedroeg op 1 januari 2022 15,7 vierkante kilometer; de bevolkingsdichtheid was toen 128,7 inwoners per km².

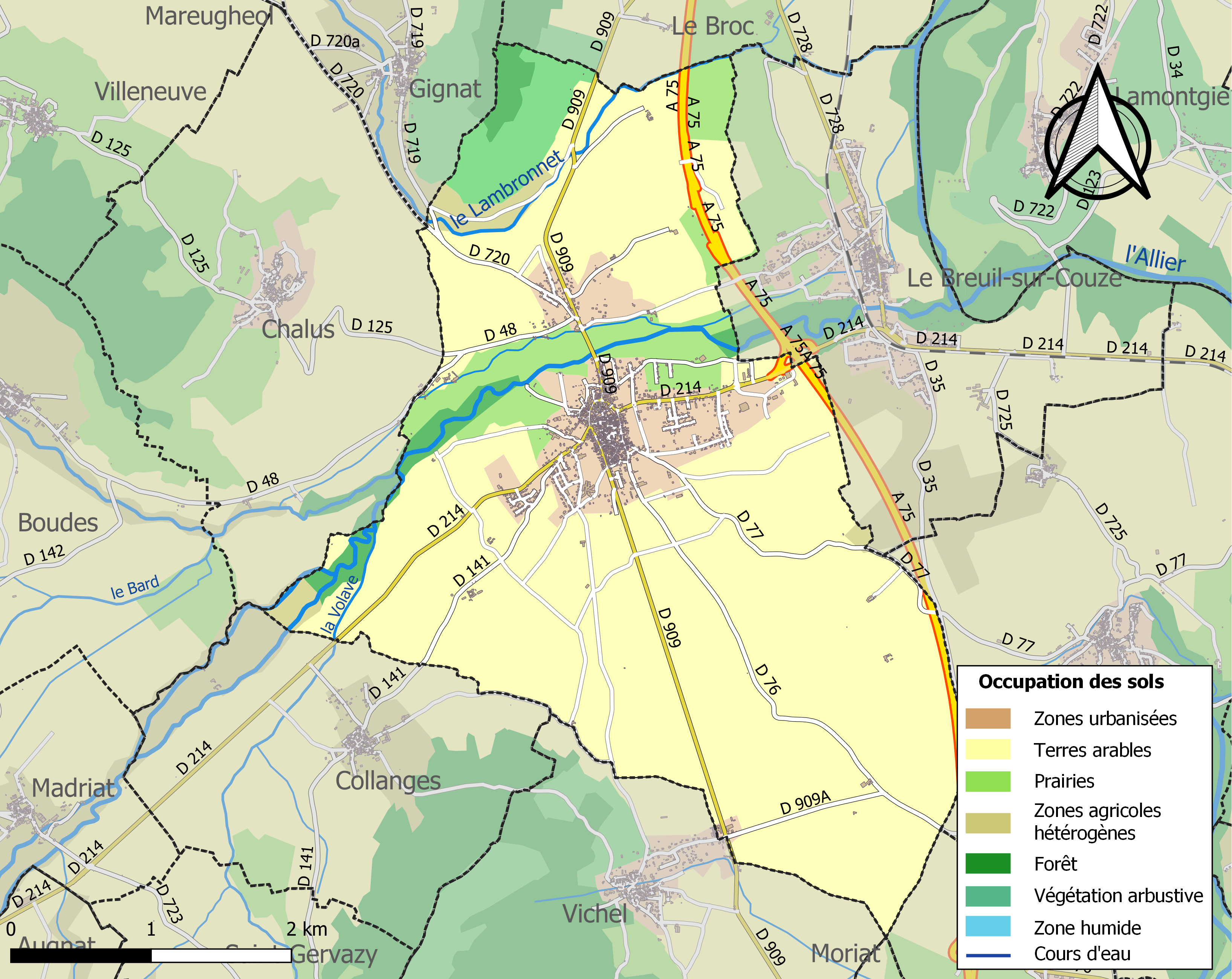
Kaart van de gemeente met belangrijkste infrastructuur, bodemgebruik en omliggende gemeenten

## Demografie
Onderstaande figuur toont het verloop van het inwonertal (bron: INSEE-tellingen).